# Naturschutzgebiet Wäldchen am Stemmberg
Das Naturschutzgebiet Wäldchen am Stemmberg mit 2,6 ha Flächengröße liegt westlich von Hellefeld im Stadtgebiet von Sundern und im Hochsauerlandkreis. Das Gebiet wurde 2019 mit dem Landschaftsplan Sundern durch den Kreistag des Hochsauerlandkreises als Naturschutzgebiet (NSG) ausgewiesen. Vorher war das Gebiet ab 1993 als Teil vom Landschaftsschutzgebiet Sundern ausgewiesen. Westlich grenzt ein Steinbruch an. Sonst ist das NSG vom Landschaftsschutzgebiet Sundern umgeben. Der westliche Teil des NSG ist im Regionalplan Arnsberg als Fläche zur Sicherung und Abbau oberflächennaher Bodenschätze dargestellt. Dieser Teilbereich ist Bestandteil einer rechtskräftigen Abgrabungsgenehmigung und kann also demnächst als Steinbruch genutzt werden. Die Ausweisung als Naturschutzgebiet erlischt dann.

## Beschreibung
Der Landschaftsplan führt zum NSG aus: „Beim NSG handelt es sich um einen Kalkbuchenwald mit zum Teil mächtigen Althölzern und weist weitgehend typische Krautschicht auf. Am Steinbruchrand im Westen an einem steilen nordexponierten Hang befindet sich ein eschenreicher Schluchtwald im Starkholzalter mit einem größeren Bestand des für Schluchtwälder charakteristischen Silberblattes. Der Schluchtwald hat teilweise einen flachgründigen Blockschuttboden mit typischer Moosvegetation und eine üppige, artenreiche und bodendeckende Krautschicht. Der Schluchtwald weist Naturverjüngung von Schluchtwaldcharakterarten Bergulme und Esche auf. Im Schluchtwald liegt relativ viel Totholz. Im Nordwesten des NSG befinden sich Eschen- und Bergahorne im mittleren Baumholzalter. Im nördlichen Zentralteil ist eine Eschenaufforstung mit einigen Fichten. Der NSG-Nordrand weist vermutlich auf Grund der Nähe zum angrenzenden Acker Eutrophierungszeiger Pflanzenarten auf. Im Zentrum und im Nordosten befinden sich mehrere kleinere historische Kalksteinbrüche mit mehreren z. T. spaltenreichen Kalkfelswänden.“
Zum Wert des NSG führt der Landschaftsplan auf: „Hervorzuheben ist der Schluchtwald mit dem Silberblattvorkommen, er stellt einen prioritären FFH-Lebensraumtyp dar und ist im westlichen Kreisgebiet ein sehr seltener Lebensraum. Im Biotopverbund handelt es sich um einen wichtigen Trittsteinbiotop für Tier- und Pflanzenarten der Schluchtwälder und Kalkbuchenwälder.“

## Schutzzweck
Laut Landschaftsplan erfolgte die Ausweisung zum:
- „Schutz, Erhaltung und Entwicklung von seltenen Waldgesellschaften (Schluchtwald und Waldmeister-Buchenwald mit Altholz) und ihrer Lebensgemeinschaften.“
- „Das NSG dient auch der nachhaltigen Sicherung von besonders schutzwürdigen Lebensräumen nach § 30 BNatschG und von Vorkommen seltener Tier- und Pflanzenarten.“[2]

## Gebot
Für das NSG wurde ein besonderes Gebot erlassen. Das Gebot lautet „die Ablagerungen (Hausmüll, Gesteinsschutt, alte landwirtschaftliche Geräte) sind zu entfernen.“